# Vuk Kostić
Vuk Kostić (Beograd, 22. studenoga 1979.) je srbijanski kazališni, televizijski i filmski glumac.

## Životopis
Otac mu je poznat kazališni i filmski glumac i trendmaker-a 70-tih i 80-tih, Mihajlo Kostić Pljaka, a unuk Nestora-nege Kostića, jednog od osnivača i glumaca prvog kazališta u Prokuplju, prije Drugog svjetskog rata. Mlađi mu je brat profesionalni ronilac.
Odrastao je na Vračaru. Glumačku karijeru započeo je još kao dječak igrajući u nekoliko filmova i u televizijskoj seriji Otvorena vrata. Sa 6 godina igrao je i u Ateljeu 212 u komadu Dušana Kovačevića "Sveti Georgije ubiva aždahu" u režiji Ljubomira Mucija Draškića, uloga Vane siroče. Istovremeno igra glavnu ulogu u dječjem komadu Kristine Nestlinger "Konrad" u režiji Zorana Ratkovića s Oljom Grašič. Na televiziji snima drame "Vrenje", "Dom Bergmanovih" i brojne dječje obrazovne emisije i serije za djecu: "Knjiga je da se čita", "Jezički zabavnik", "Ogledi iz stila", "Strašna Priča", itd
Pohađao je 11. Beogradsku Gimnaziju na Lekinom Brdu. Poslije 3. razreda gimnazije je započeo studije, glumu na Fakultetu dramskih umjetnosti u Beogradu. Bio je na klasi s Nenadom Stojmenovićem, Sonjom Kolačarić, Bojanom Stefanović, Anom Maljević i Goranom Jevtićem. Diplomirao je kolovoza 2001. godine predstavom "Mušica" (Rucante-a).
Prije završetka studija na 3. godini studija, Vuk počinje snimanje filma "Apsolutnih 100" iz 2001. godine. Srdana Golubovića, kojim hrabri režiser - kome je to prvi film i njegov glavni glumac kome je to također prvi igrani film postižu izuzetan uspjeh u zemlji i inozemstvu. Vuk igra ulogu mladog šampiona u streljaštvu - Sašu Gordića. Pažnju na sebe je skrenuo ovom ulogom.
Po završenim studijama Vuk upisuje postdiplomske studije iz povijesti filma.

## Uloge

### Televizijske uloge
- "Otvorena vrata" kao Miličin prijatelj (1995.)
- "M(j)ešoviti brak" kao Boriša (2003.)
- "Ulice lipa" kao Ladni (2007. – 2008.)
- "Beli lavovi" kao Amonijak (2011.)
- "Ubice mog oca" kao inspektor Aleksandar Jakovljević (2016. – 2019.)
- "Meso" kao Glava (2017. – 2018.)
- "Južni vjetar" kao Sparta (2018.)
- "Močvara" kao Danijel Kinaković – Kinez (2020.)

### Filmske uloge
- ”Apsolutnih sto” kao Saša Gordić (2001)
- "Život je čudo" kao Miloš Đurić (2004.)
- "Ljubav i drugi zločini" kao Stanislav (2008.)
- "Šišanje" kao navijač (2010.)
- "Neprijatelj" kao Čaki (2010.)
- "Anka" kao Milan (2017.)

## Vanjske poveznice
- Vuk Kostić na IMDb (engl.)